# Káposztás-kerti 3. sz. barlang
A Káposztás-kerti 3. sz. barlang az Aggteleki Nemzeti Park területén található egyik barlang. A barlang az Aggteleki-karszt és a Szlovák-karszt többi barlangjával együtt 1995 óta a világörökség része.

## Leírás
Szögligeten, a település központjától északnyugatra, a Szalamandra-háztól 2,2 kilométerre, 258°-ra, a Ménes-tótól 772 méterre, 289°-ra található. A Ménes-völgyből szép szurdokvölgyön keresztül közelíthető meg. A Káposztás-kerti-forrás északnyugatra, légvonalban 600 méterre van a pataknak a Ménes-patakba torkollásától. A forrás felett lévő hegyoldalban, sziklakibúvásban, a forrástól körülbelül öt–hat méterrel magasabban, 277 méter tengerszint feletti magasságban, erdőben van a természetes jellegű, háromszög alakú bejárata. A Káposztás-kerti 1. sz. barlang és a Káposztás-kerti 2. sz. barlang között helyezkedik el. A Káposztás-kerti 2. sz. barlangtól körülbelül négy méterre, északkeletre fekszik.
Az inaktív forrásbarlang egyszerű járata észak–északkeleti irányba halad. A lezáratlan barlang könnyen megközelíthető, barlangjáró alapfelszereléssel járható.
Előfordul a barlang az irodalomban Káposztás-kerti 3.sz. barlang (Vlk 2019) és V žlebu (Vlk 2019) neveken is.

## Kutatástörténet
1957-ben a Kinizsi Barlangkutató Csoport kutatta a Káposztás-kerti-forrás árvízi kitörési helyeit. A kutatásról szóló kézirat szerint a Káposztáskerti-forrást nehezen lehet megtalálni, mert a forrás sűrű bozótban, a patakmeder északi oldalában, sziklás hegyoldal alatt, 270 méter tengerszint feletti magasságban helyezkedik el. A forrás vízhozama 1957. augusztus 27-én körülbelül 300 liter volt percenként. A forrásvíz hőmérséklete 10,6 °C. A forrás vízhozamingadozása nagyon nagy, amire a forrás felett lévő jól kifejlődött és sziklás árvízi patakmeder utal. Valószínűleg összefügg a derenki 1. sz. víznyelővel és ezért légvonalban 600 méter lehet a barlangrendszere.
Vidomáj-pusztai lakók vezették el a csoport kutatóit (Szentes Györgyöt, Csekő Árpádot, Bártfay Pált és Frojimovics Gábort) az eldugott forráshoz, ahol a forrás feletti sziklafalakat átvizsgálva négy árvízi kitörési helyet találtak. Először az első kettőt, a térképen A és B jelzésűeket kezdték bontani, de nem jutottak messzire mindkét járat összeszűkülése miatt. A harmadik, térképen C jelzésű nyíláson át lett felfedezve a Káposztás-kerti 1. sz. barlang. Ezzel a kutatással egyszerre kezdte el Györödi Lajos, majd később Dénes György a negyedik, D jelzésű kitörési pont bontását. Agyagos, nagyon eltömődött járatot mélyítve kb. 4 m után erős huzatot éreztek. Ezután ez a járat is nagyon eltömődött és ezért időhiány miatt abba kellett hagyni ezen a munkahelyen a munkát.
Az Aggteleki-karszt és a Szlovák-karszt barlangjait 1995-ben nyilvánították világörökségi helyszínné, ezért a Káposztás-kerti 3. sz. barlang is a világörökség része, bár magyarországi nyilvántartásokban nem szerepel. 2018-ban lett felfedezve a barlang.
Az Alsó-hegy karsztjelenségeiről szóló, 2019-ben kiadott könyvben az olvasható, hogy a Káposztás-kerti 3.sz. barlang (V žlebu) 7 m hosszú és ismeretlen mély. A barlang azonosító számai: Szlovákiában 0109, Magyarországon nincs. A könyvben publikálva lett egy 2018-ban rajzolt helyszínrajz, amelyen a Káposztás-kerti 1. sz. barlang, a Káposztás-kerti 2. sz. barlang és a Káposztás-kerti 3. sz. barlang egymáshoz viszonyított helyzete és a három barlang alaprajza figyelhető meg. A Jiří Novotný által szerkesztett helyszínrajzhoz a felmérést Jiří Novotný, Mojmír Záviška, Martin Mandel és Jarmila Mandelová végezte 2018-ban. A térképet 2019-ben Luděk Vlk digitalizálta.